# Yalbac Creek
Yalbac Creek är ett vattendrag i Belize. Det ligger i den centrala delen av landet, 22 km nordväst om huvudstaden Belmopan.
I omgivningarna runt Yalbac Creek växer i huvudsak städsegrön lövskog. Runt Yalbac Creek är det glesbefolkat, med 10 invånare per kvadratkilometer.